# Clavier arabe
Le clavier arabe (en arabe : لوحة المفاتيح العربية) est une disposition des touches sur clavier d’ordinateur permettant de saisir les caractères de l'alphabet arabe. Les touches contiennent à la fois des caractères arabes et latins ; les caractères latins sont nécessaires pour les adresses URL et les adresses de courrier électronique.[réf. nécessaire]

## Disposition des touches
La première disposition des touches arabe pour les machines à écrire a été conçue en 1899 par Selim Shibli Haddad, inventeur et artiste syrien.
Il existe plusieurs variantes du clavier arabe.